# Berenguer Ballester i Bayà
Berenguer Ballester i Bayà (Barcelona, 1947), més conegut com a Bringuet, és un activista, columnista i locutor de ràdio nord-català. Fill de l'editor i activista cultural català Joan Ballester i Canals i de Teresa Bayà Giró, viu al Rosselló des del desembre de 1982, moment en què es va exiliar a l'Estat francès a conseqüència de la seva implicació en els casos Bultó i Viola.
Demanà refugi polític el 1983, però no li fou concedit i el desembre del 1986 les autoritats franceses amenaçaren d'expulsar-lo, cosa que no es pogué dur a terme després d'una intensa mobilització de diverses entitats catalanes i sobretot de la societat nord-catalana.
Bringuet, que va fer tota la seua trajectòria de locutor a Ràdio Arrels on fou també director d'antena, va ser arran del seu protagonisme una de les veus més conegudes de la ràdio a la Catalunya del Nord. El 2023 li fou atorgat el Premi nacional Joan Coromines, juntament amb altres entitats i persones de l'àmbit nord-català com ara l'APLEC o Pere Manzanares.